# Felandreno
Felandreno con fórmula química C10H16, es el nombre para un par de compuestos orgánicos que tienen una estructura molecular similar y propiedades químicas similares. α-y β-felandreno son monoterpenos cíclicos de isómeros con doble enlace. En α-felandreno, ambos dobles enlaces son endocíclico y en β-felandreno, uno de ellos es exocíclico. Ambos son insolubles en agua, pero miscibles con éter.
α-felandreno fue nombrado por Eucalyptus phellandra, que ahora se llama Eucalyptus radiata, de cuya especie se puede aislar. También es un constituyente del aceite esencial de Eucalyptus dives. β-felandreno se ha aislado a partir del aceite de hinojo y aceite bálsamo de abeto.
Los felandrenos se utilizan en fragancias debido a sus agradables aromas. El olor de β-felandreno ha sido descrito como picante-menta y ligeramente cítrico.
El isómero α-felandreno puede formar peróxidos peligrosos y explosivos en contacto con el aire a temperatura elevada.